# Turul Franței 2025
Tour de France (Turul Franței) din 2025 este a 112-a ediție a Tour de France (Turului Franței) . A început în Lille pe 5 iulie și se va încheia cu etapa finală în Champs-Élysées, Paris, pe 27 iulie.